# Pierre Louÿs
Pierre Louÿs (geboren als Pierre Félix Louis; Gent, 10 december 1870 - Parijs, 6 juni 1925) was een Frans dichter en schrijver, die het bekendst werd door de lesbische en klassieke thema's in veel van zijn werken. Tevens werd hij bekend door zijn bundel prozagedichten genaamd Les Chansons de Bilitis.

## Biografie
Louÿs werd in eind 1870 geboren in de Belgische stad Gent toen zijn ouders Pierre Philippe en Céline Maldan er op de vlucht waren voor de Frans-Duitse Oorlog, maar zijn moeder verhuisde kort na zijn geboorte terug naar Frankrijk, waar hij de rest van zijn leven zou gaan wonen. Hij studeerde aan de École Alsacienne in Parijs en bouwde aldaar een vriendschap op met André Gide, die later de Nobelprijs voor Literatuur zou krijgen. Rond 1890 raakte Louÿs ook bevriend met de Ierse homoseksuele toneelschrijver Oscar Wilde. Zelf was Louÿs heteroseksueel, maar desondanks kwam Louÿs terecht in homoseksuele kringen. Hij begon zijn eerste erotische teksten te schrijven op achttienjarige leeftijd en rond die tijd ontwikkelde hij ook een interesse in de Parnasse en Symbolisme.
In 1891 was Louÿs een mede-oprichter van La Conque (een literair blad). Hij begon met het publiceren van Astarte, een verzameling van zijn erotische verzen. In 1894 gaf hij nog een verzameling uit, onder de naam Les Chansons de Bilitis. Deze bundel had het thema biseksualiteit. De bundel was opgedeeld in drie secties. Elk van deze secties was een deel uit het leven van Bilitis, een door Louÿs verzonnen personage. Veel van Louÿs' gedichten werden bewerkt tot liederen (voor zowel zang als voor de piano bestemd). Door zijn vriend Claude Debussy werd in 1897-1898 een muzikale bewerking van de dichtbundel uitgegeven.
Zijn boek La Femme et le Pantin (1898) werd heel bekend en is meermaals verfilmd.

## Werken
- 1891: Astarte
- 1894: Les Chansons de Bilitis
- 1896: Aphrodite: mœurs antiques
- 1898: La femme et le pantin
- 1901: Les aventures du roi Pausole
- 1903: Sanguines
- 1906: Archipel
- 1916: Pervigilium mortis
- 1925: Le crépuscule des nymphes
- 1925: Quatorze images
- 1926: Manuel de civilité pour les petites filles à l'usage des maisons d'éducation ("handboek")
- 1926: Trois Filles de Leur Mère (tweede editie naar manuscript door E. du Perron, eind 1927)
- 1927: Psyché
- 1927: Pages
- 1927: Douze douzains de dialogues
- 1927: Histoire du roi Gonzalve et des douze princesses
- 1927: Poésies érotiques
- 1927: Pybrac
- 1927: Trente-deux quatrains
- 1933: Au temps des Juges: chants bibliques
- 1933: Contes choisis
- 1938: La femme
- 1945: Stances et derniers vers
- 1948: Le trophée de vulves légendaires
- 1949: Cydalise
- 1988: L'île aux dames

## Gedachtenis
Aan de Onderstraat 29 in Gent werd in 1970 aan de gevel van zijn geboortehuis een gedenkplaat gehangen, die midden 1980 verdween toen dat huis moest plaats ruimen voor een nieuwbouw. Op de gedenkplaat stond "In dit huis werd geboren op 12 december 1870 Pierre Louys onsterfelijk dichter der Chansons de Bilitis" en zijn aangezicht, afgebeeld door de Gentse kunstschilder Norjokam.